# Діді-Смада
Діді-Смада (груз. დიდი სმადა) — село в Грузії.
За даними перепису населення 2014 року в селі проживає 271 особа.